# Френч

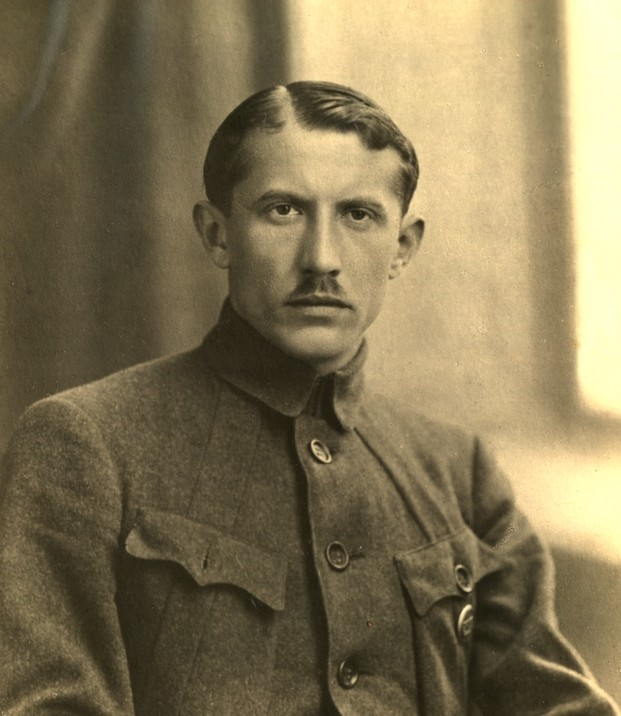
Євген Коновалець, 1920-ті роки. Приблизно так виглядав френч, запроваджений в армії УНР 1918 року

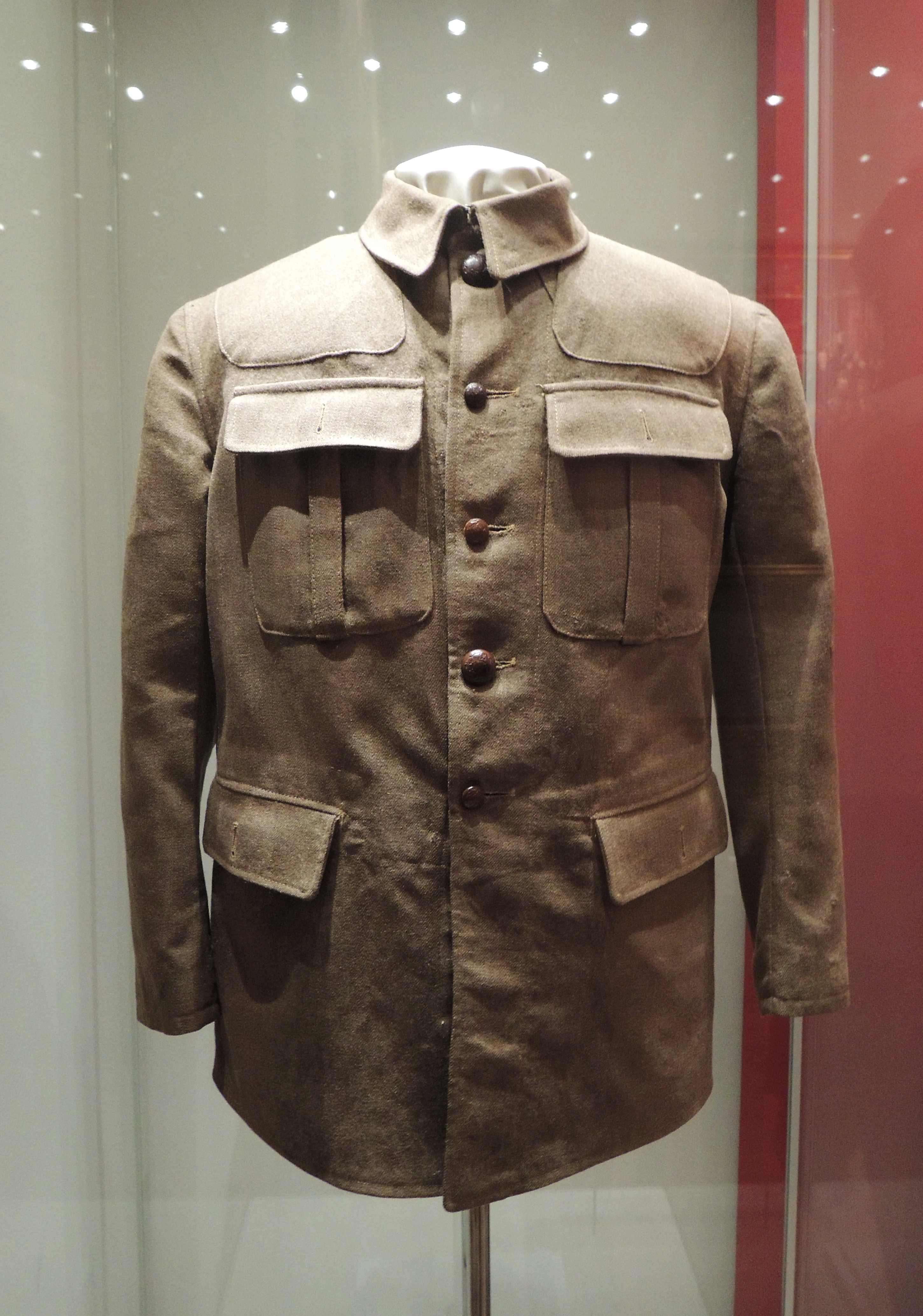
Френч Леніна (1920-ті)

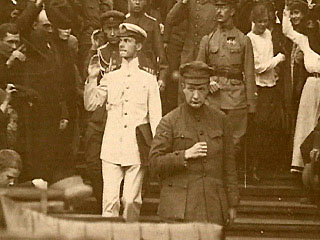
Олександр Керенський у френчі

Френч — куртка (кітель, піджак військового зразка), що була частиною уніформи Армії УНР; окрім того, була поширена в армії Російської імперії, а згодом в армії СРСР під впливом британського військового одягу. Названа на честь фельдмаршала Британської армії Джона Френча.

## Історія
У роки перед Першою світовою війною в армії Російської імперії прийняли декілька нових моделей уніформних курток кольору хакі для службового одягу офіцерів. Здебільшого вони були подібними на останні моделі в арміях Франції та Сполученого Королівства. Цей вільний і практичний одяг отримав назву «френч» на честь верховного командувача Британськими експедиційними силами у Франції фельдмаршала Джона Френча.
Їхньою відмінністю були:
- комір — м'який відкладний або комір-стояк із застібкою на ґудзики;
- регульована за допомогою хлястиків або розрізної манжети ширина обшлага;
- великі накладні кишені на грудях та підлогах із застібкою на ґудзики[3].

У Червоній Армії Радянського Союзу френч зазвичай носили командири, начальники та політичні офіцери, особливо з 1924 по 1943 роки. Серед авіаторів обмеженого поширення набули френчі англійського офіцерського типу — з відкритим коміром для носіння з сорочкою та краваткою.
1918 року френч запровадили частиною уніформи Армії УНР.

## Еволюція в «сталінку»
У 1920-х роках Йосип Сталін взяв на озброєння видозмінений френч, який згодом назвали «сталінкою», або френчем Сталіна. На відміну від звичайного френча, «сталінка» мала м'який відкладний комір.